# Hiroshima (Buch)
Hiroshima ist eine Reportage des US-amerikanischen Autors John Hersey aus dem Jahr 1946. Es behandelt den Atombombenabwurf auf Hiroshima und seine Folgen.
Das Buch hat sich bis heute über drei Millionen Mal verkauft.

## Inhalt
Die Reportage gliedert sich in mehrere Kapitel: A Noiseless Flash, The Fire, Details are Being Investigated und Panic Grass and Feverfew. Ausgehend vom Abwurf der Atombombe am 6. August beschreibt Hersey das Nachspiel wie das Feuer und die Zerstörungen in der Stadt und die Versorgung der tausenden Verletzten. Dafür schildert er die Schicksale sechs verschiedener Menschen in der Stadt:
- Kiyoshi Tanimoto (谷本 清, Tanimoto Kiyoshi, 1909–1986), methodistischer Pastor
- Hatsuyo Nakamura, Schneiderin
- Dr. Masakazu Fujii, Arzt und Leiter einer Privatklinik
- Pater Wilhelm Kleinsorge SJ (Makoto Takakura, 1907–1977)
- Dr. Terufumi Sasaki (1920–), Chirurg am Rot-Kreuz-Krankenhaus
- Toshiko Sasaki (später Schwester Dominique Sasaki, 1925–), Angestellte

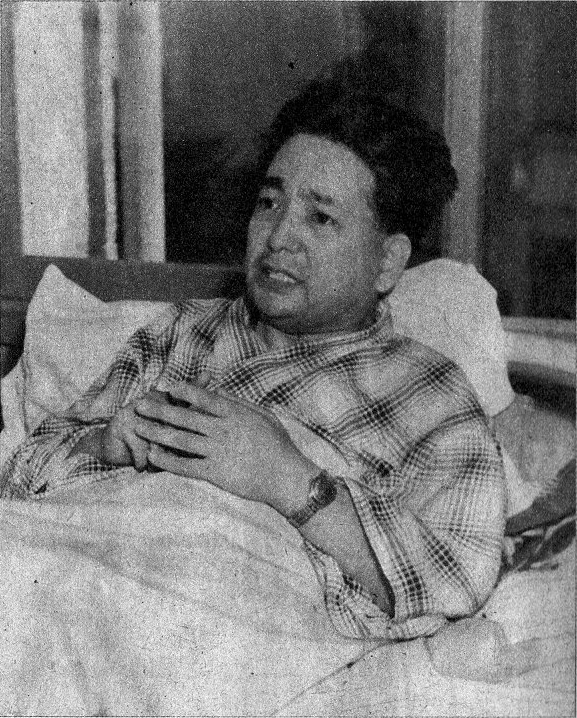
Kiyoshi Tanimoto
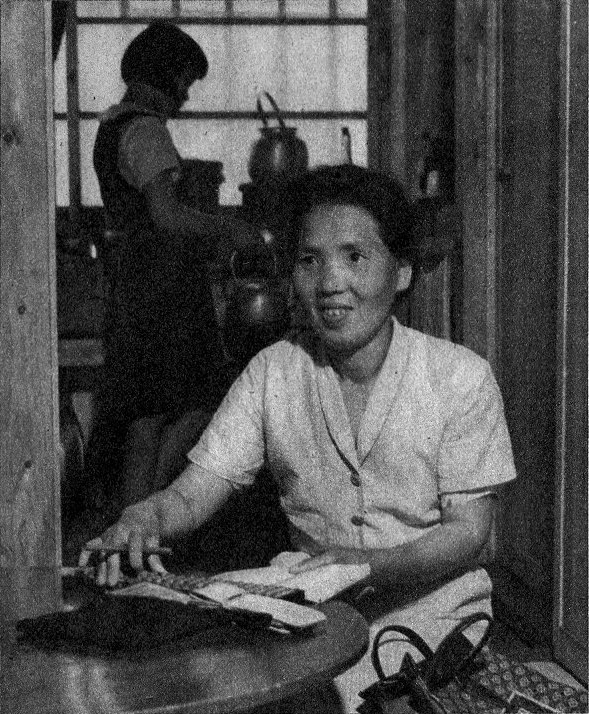
Hatsuyo Nakamura
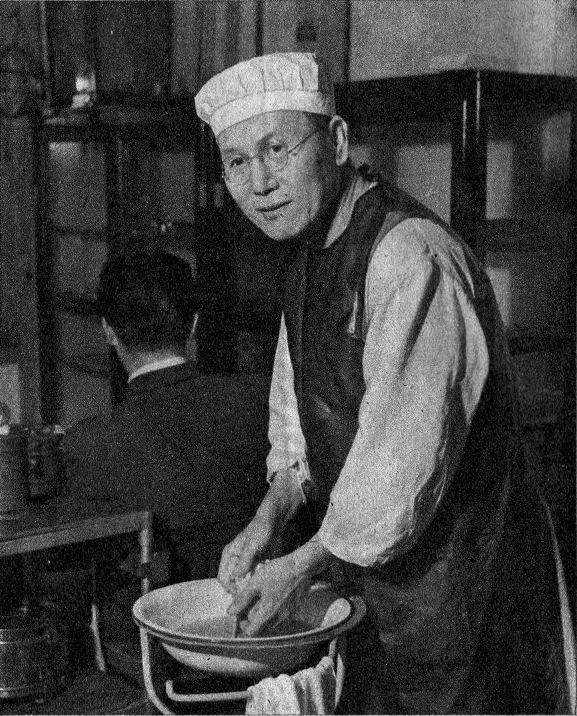
Dr. Masakazu Fujii
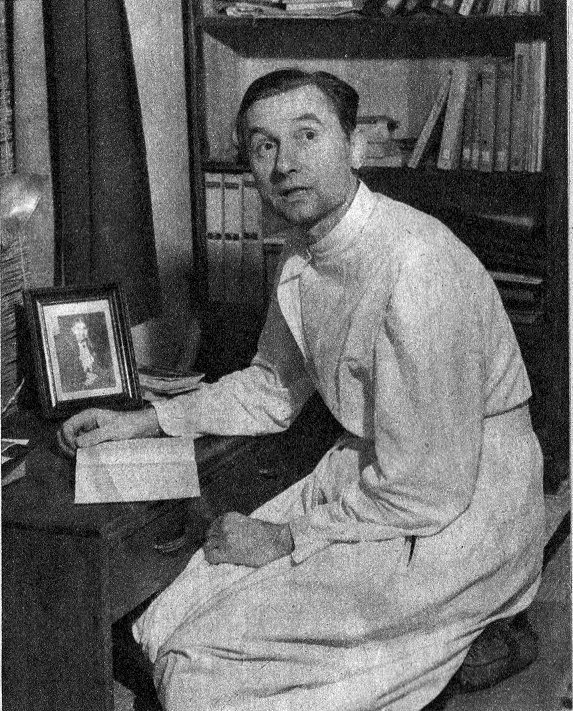
Pater Wilhelm Kleinsorge (Makoto Takakura)
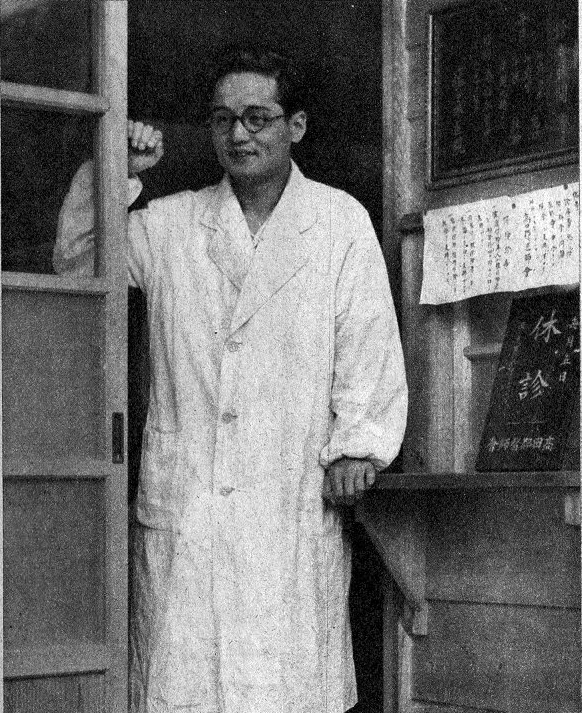
Dr. Terufumi Sasaki
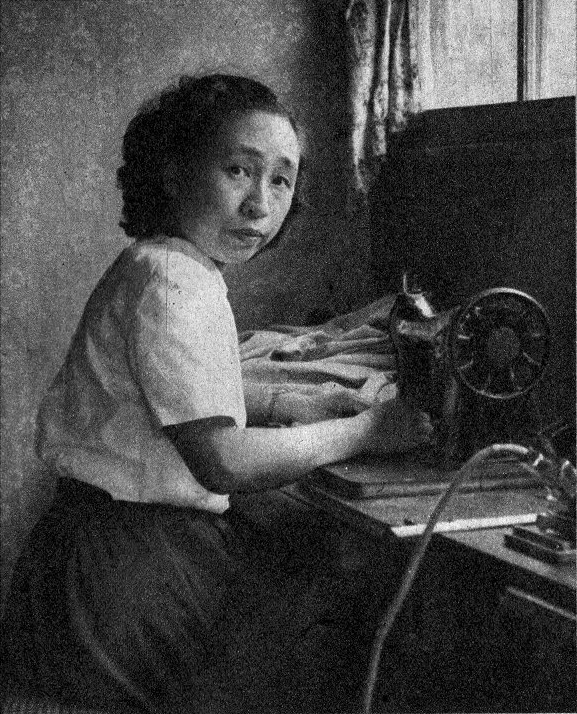
Toshiko Sasaki (Schwester Dominique Sasaki)

Thematisiert werden die kurz- und langfristigen Folgen wie die Zerstörung einer Methodistenkirche, die Verbrennungen als Folge der Bombenexplosion und die Strahlenkrankheit. Die ursprüngliche Fassung endet ein Jahr nach den Atombombenabwürfen, wobei fast alle Personen zu diesem Zeitpunkt immer noch unter den Ereignissen litten und ihre Existenz nicht wieder aufbauen konnten.
In einer 1985 veröffentlichten Neuauflage ergänzte Hersey die ursprüngliche Buchausgabe um das umfassende Kapitel The Aftermath. Die Überlebenden, in Japan nun Hibakusha genannt, haben unterschiedliche Lebenswege bestritten. Dr. Fujii hat so z. B. seine Praxis wieder aufbauen können, der Deutsche Kleinsorge wurde japanischer Staatsbürger und durch das Engagement für die Überlebenden in Hiroshima hoch geschätzt. Er ist zur Zeit der Wiederveröffentlichung allerdings, genau wie ein anderer der Zeitzeugen, schon verstorben. Der Methodistenprediger Kiyoshi Tanimoto reist hingegen immer noch durch die Welt, um Geld für seine Kirche und die Opfer zu sammeln.

## Veröffentlichungsgeschichte
Hersey wurde Anfang 1946 von William Shawn, Redakteur des Magazins The New Yorker, nach Hiroshima geschickt, um in einer Reportage die Folgen des Atombombenabwurfs zu dokumentieren. Zu diesem Zeitpunkt war Hersey 32 Jahre alt und hatte gerade für seinen Kriegsroman A Bell for Adano einen Pulitzerpreis gewonnen. Hersey verbrachte zwei Wochen in Hiroshima. Zur Vorbereitung diente ihm unter anderem der Augenzeugenbericht des deutschen Jesuiten Johannes Siemes. Susan E. Swanberg von der University of Arizona hat darauf hingewiesen, wie sehr der Bericht von Siemes die Reportage geprägt hat. Zum anderen hatte Hersey gerade den Roman Die Brücke von San Luis Rey von Thornton Wilder gelesen, von dem er die Gestaltungsidee übernahm, die Reportage anhand der sechs Überlebenden zu schreiben.
Die etwa 30.000 Worte umfassende Reportage erschien erstmals im The New Yorker am 31. August 1946, kurz vor dem Jahrestag des Endes des Zweiten Weltkriegs. Für die Veröffentlichung hatten die Herausgeber die komplette Ausgabe bereitgestellt. Trotz der drastischen Schilderung des Atombombenabwurfs war die Nachfrage nach der Geschichte groß, eine Hörspielfassung wurde von ABC Radio ausgestrahlt. Noch im gleichen Jahr veröffentlichte der Book of the Month Club Herseys Reportage in Buchform, dann übernahm Alfred A. Knopf, Inc. die weitere Veröffentlichung. 1947 folgte eine deutschsprachige Ausgabe in der Schweiz, übersetzt von Justinian Frisch, dem Vater des Nuklearphysikers Otto Frisch. Ein Nachdruck dieser Übersetzung unter dem Titel Hiroshima. 6. August 1945, 8 Uhr 15. mit einem Vorwort von Robert Jungk erlebte ab 1982 mehrere Auflagen. Die amerikanischen Besatzungsbehörden gaben 1947 eine kleine Auflage des Buchs in Japan heraus, 1949 folgte eine japanische Übersetzung.
Die Reportage wurde 1947(?) auch in Deutschland in der in der amerikanischen Besatzungszone herausgegebenen Neuen Zeitung abgedruckt.
Eine am 15. Juli 1985 im The New Yorker veröffentlichte Neuauflage behandelt im zusätzlichen Kapitel The Aftermath den weiteren Lebensweg der Menschen. Dieses Kapitel wurde in neuere Buchausgaben übernommen.

### Ausgaben
- Hiroshima. Alfred A. Knopf, Inc., 1946
- Hiroshima. Einzig autorisierte Übertragung von Justinian Frisch, Zürich: Diana-Verlag 1947, 2. Auflage 1957
- Hiroshima : 6. August 1945, 8 Uhr 15. Mit einem Vorwort von Robert Jungk.
  - Unveränderter Nachdruck der deutschen Erstausgabe von 1947; München; Königstein: Autoren-Edition 1982, ISBN 978-3-7610-0589-7
  - Frankfurt am Main: Athenäum 1989, ISBN 978-3-610-04740-5 (Athenäums Taschenbücher 140)
  - Unveränderter Nachdruck, Berlin: Philo 1999, ISBN 978-3-8257-0148-2
  - Unveränderter Nachdruck, Hamburg: Europäische Verlags-Anstalt 2005, ISBN 978-3-434-50596-9
- Eva Lindner (Hrsg.): John Hersey: Hiroshima, 6. August 1945 – eine Reportage. 1. Auflage, digitale Originalausgabe, München: GRIN Verlag 2008, auch als Druck-Ausgabe: ISBN 978-3-640-52277-4

### Sekundärliteratur
- Nancy L. Huse: James Hersey and James Agee. A reference guide. Hall, 1978